# Banque nationale pour le commerce et l'industrie
La Banque nationale pour le commerce et l'industrie (BNCI) est créée le 18 avril 1932 avec un capital de 100 millions de francs, pour remplacer la Banque nationale de Crédit (BNC), mise en faillite. C’est une des banques ancêtres du groupe BNP Paribas.

## Histoire

### Une crise comme origine
Pour éviter que la crise boursière de 1929, qui a mis la Banque nationale de Crédit (BNC) au bord de la faillite, n’affecte le secteur bancaire dans son ensemble et n’ait des conséquences sur l'économie provinciale et le commerce extérieur, le gouvernement et un consortium de banques et d'industriels décident de redresser la BNC. André Vincent, directeur de la BNC, est poussé à la démission et la Banque de France éponge les dettes de la BNC. Mais dans le climat économique incertain de l'entre-deux-guerres, les déposants ne sont toujours pas rassurés. Sous l'égide du ministre des Finances, l'Etat, la Banque de France, assistée d'un groupe de banques françaises, assurent les déposants et sauvent leur épargne. Mais la crise économique continue à s'étendre dans le monde, et les épargnants continuent à retirer leur argent, au point que les caisses de la banque sont en décembre 1931 vidées de 75 % de ses dépôts. On décide la liquidation officielle de la BNC en avril 1932, pour la recréer sous un autre nom avec une partie de son personnel, dans le même siège social (16 boulevard des Italiens à Paris) et en conservant la clientèle.

### Une banque innovatrice
La nouvelle banque veut rassurer et montre par son nom qu'elle veut investir dans l'industrie et non plus seulement le commerce qui est encore en pleine crise. L'ex-BNC est donc renommée en Banque nationale pour le commerce et l'industrie (BNCI).
Le premier président est choisi par le gouvernement. C'est François Albert-Buisson, ancien président du tribunal de commerce de la Seine. Mais le véritable animateur de la banque est Alfred Pose, premier directeur général (ancien directeur des études de la Société générale alsacienne de Banque à Strasbourg). Sous sa direction, une dynamique activité de réorganisation et de modernisation des structures est entreprise,.
Avec la mise en place progressive des premiers centres administratifs en province à partir de 1933, la BNCI inaugure des méthodes de travail novatrices: les tâches administratives sont désormais effectuées hors des guichets d'exploitation. Ainsi, la BNCI crée les premiers back offices (centres de traitement administratif) de banque, séparés des activités commerciales. Progressivement, la banque se dote de 8 centres administratifs régionaux, équipés d'un matériel mécanographique lourd permettant de traiter en série les opérations confiées aux guichets et de servir la clientèle beaucoup plus rapidement. Cette organisation et cette automatisation faciliteront le passage à l'informatique à partir des années 1950.

### Une stratégie de croissance régionale et internationale
À partir de 1937 s'ouvre une phase d'expansion régionale. La BNCI accroît son réseau par une politique méthodique d'absorption de banques régionales ou locales, souvent en situation difficile: la Banque Renault à Nancy (1933), la Banque Adam (1937), la Banque des Alpes, la Banque du Dauphiné, la Caisse commerciale de Saint-Quentin, le Crédit du Rhône et du Sud-Est. A la veille de la guerre, elle étend son réseau dans le Sud-Ouest et le Midi en prenant également le contrôle de la Banque Générale de Guyenne à Bergerac, puis de la Banque Roque à Brive, la Banque Marty à Ribérac, la Banque Féréol à Rodez et la Banque Mastre à Saint-Gaudens,. Ainsi, de 3 milliards de francs en 1932, le montant des dépôts de la clientèle atteint 10 milliards en 1940.
Le réseau de la BNCI commence à prendre son essor à l'international durant l'occupation allemande en France, après l’ouverture en 1938 d’une petite succursale à Londres, qui deviendra pendant la guerre un auxiliaire précieux pour le réseau français de la banque.
Alors que le conflit paralyse le développement en métropole, la BNCI se tourne vers l'outre-mer pour installer de nouvelles implantations. En 1940, elle prend le contrôle d'un établissement local, la Banque de l'Union Nord-Africaine, qu'elle rebaptise BNCI-Afrique (BNCIA). Elle ouvre également des agences à Saint-Louis du Sénégal, Abidjan, Conakry, Brazzaville, Pointe-Noire, Bangui, Douala, Madagascar, la Réunion et s'implante dans les Antilles. Elle acquiert en 1943 le Crédit Foncier de Madagascar et de la Réunion. La BNCI se constitue ainsi un réseau international d'agences qui couvrira en une dizaine d'années tous les grands territoires français d'outre-mer, où elle profitera du développement de nombreuses activités générant des capitaux importants,,. Parallèlement, entre 1942 et 1944, une trentaine de sièges sont ouverts en Syrie et au Liban, alors sous mandat français, tout en poursuivant parallèlement l’expansion de la BNCIA depuis Alger.
Après la libération, selon les engagements du conseil national de la Résistance, les grandes banques de dépôt, dont la BNCI, sont nationalisées. La présence à l’étranger est poursuivie et passe désormais par une politique de filialisation, organisation plus souple qui s’avérera judicieuse lors de la décolonisation,. En 1947, sa succursale de Londres est ainsi transformée en filiale sous le nom de British and French Bank. En 1954, le Crédit foncier de Madagascar et de la Réunion devient la BNCI Océan Indien. En  Afrique, le réseau est filialisé par pays avec la création des Banques Internationales pour le Commerce et l'Industrie (BICI), au Cameroun, Congo, Côte d'Ivoire et Sénégal. La Banque Marocaine pour le Commerce et l'Industrie (BMCI) reprend l'activité au Maroc. Par l'intermédiaire de ces établissements, le réseau colonial de la BNCI couvre l'ensemble des possessions françaises.
Dans les années 50, la BNCI renforce sa position sur le marché intérieur et complète son réseau dans les régions où son implantation est jugée encore insuffisante. Pour contourner les restrictions alors imposées par l'Etat en matière d'ouvertures de guichets, autorisées seulement par arbitrage, la BNCI s'appuie sur une politique d'acquisitions ciblées de banques locales ou régionales. Elle prend ainsi le contrôle de la Banque Guilhot à Agen en 1955 puis de la Banque Cottus à Sarlat en octobre 1956. La même année, elle prend une participation dans le capital de la Banque Régionale du Centre à Roanne. En 1959, elle absorbe la Banque Eyrolles à Argentat et la Banque Benais à Ruffec puis en 1960 la Banque Boutillon au Creusot et la Banque Joubert et fils à La Chartre sur le Loir. Elle s'ouvre dans le même temps aux comptes des particuliers et elle est en 1964, avec la Banque de l'Union parisienne, l’une des premières à créer une SICAV (Société de placement collectif en valeurs mobilières) pour ses clients.  
Elle n'abandonne cependant pas l'international : en 1949, elle prend le contrôle du Banco del Atlantico à Mexico et en 1951 du Banco Fiduciario de Panama à Panama. En 1953, une partie de ses services se spécialise dans le conseil aux investisseurs et entrepreneurs français qui prospectent de nouvelles ressources ou marchés dans les pays du Sud. En 1958, elle crée une filiale spécialisée dans ce domaine: la Société pour le développement international du commerce et de l'industrie (INTERCOMI). La même année, elle s'implante en Asie du Nord, en ouvrant à Hong Kong un bureau de représentation qui est transformé en succursale en 1959, laquelle devient une base puissante et solide pour son rayonnement international. 
A la veille de sa fusion avec le CNEP, en 1966, la banque compte 1050 guichets en France, deux fois plus qu’en 1945, et est la première banque en France par l’étendue de son réseau hors métropole, comptant une présence dans 40 pays, « aux 4 coins du monde ». C’est l’établissement financier le plus dynamique de l’après-guerre, un groupe à la tête de 23 filiales. Il intervient sur l’ensemble des marchés de la finance et de l’argent.

### La fusion et la création d'une grande banque nationale et européenne
Le 4 mai 1966, le ministre des Finances Michel Debré annonce la fusion de la BNCI avec le Comptoir national d’escompte de Paris (CNEP) en un nouvel établissement qui prendra le nom de Banque nationale de Paris (BNP). La BNP naît dotée d'un puissant réseau international, devenant la première banque française pour son total de bilan, la seconde en Europe et septième dans le monde financier. Sa direction est confiée à un tandem composé de Pierre Ledoux, ancien directeur général de la BNCI, qui devient le nouveau directeur général, tandis que Henry Bizot, ancien président du CNEP, la préside.